# 白凌阿
白凌阿（はくりょうあ、Bailingga、? ‐ 1868年）は、清代の内モンゴル・満州で反清運動を展開した人物。モンゴル人。
ジョーオダ・アイマク（昭烏達盟）出身。天涯孤独で、馬を売って生活していたが、1859年よりジョソト・アイマク（卓索図盟）と奉天の境界で反清活動を開始し、ホルチン王旗から財宝を奪い貧しい民衆に分け与えた。1861年1月、漢人の王達と連合して義州を占領したが、盛京将軍玉明の反撃にあって王達は捕えられ処刑された。その後、3月に白凌阿は漢人の李鳳奎・才宝善と連携して朝陽・赤峰を襲撃して役所を焼き、囚人を釈放した。しかし根拠地である朝陽郊外の鳳凰山を撤退するところを清軍に襲われ、李鳳奎は捕えられ処刑された。その後白凌阿は山林に入ってのゲリラ戦に戦術を転換し、ジェリム・アイマク（哲里木盟）から吉林省の境界にかけて活動し清軍をしばしば破った。しかし1868年、清軍とモンゴル王公軍に敗れ、捕えられ処刑された。